# Weiße Lilien (1913)
Weiße Lilien ist ein deutsches Stummfilmmelodram aus dem Jahr 1913 mit Tony Sylva in der Hauptrolle.

## Handlung
Lene Lehr ist eine Frau, die das Leben mit jeder Phase genießt. Ihr Zuhause sind die Ballsäle, und ihre Vergnügungssucht ist beträchtlich. Als sie eines Tages den unschuldigen Jüngling Egon kennenlernt, weicht zum ersten Mal die oberflächliche Lust einer aufrichtigen Empfindung. Auch Egon liebt Lene, doch weiß er nicht von ihrem Vorleben – dass sie eine, wie man so sagt, „Frau mit Vergangenheit“ ist. Weil Egon ernsthaft an eine gemeinsame Zukunft mit der verheirateten Frau glaubt, verlangt er von ihr die Scheidung. Lene weiß sich keinen Rat und will ihrem jugendlichen Liebhaber auch keinen reinen Wein einschenken, und so lügt sie ihm vor, dass sie mit ihrem Gatten auf eine längere Reise aufbrechen müsse. Rasch kehrt sie in ihr altes Leben zurück, den nächtlichen Freuden und Ausschweifungen in den Ballhäusern.
Als sie dort eines Abends Egon wiederbegegnet, der sie noch auf Reisen wähnt, kommt es zur Katastrophe. Enttäuschend wendet er sich von ihr ab und zieht sich auf sein Landgut zurück. Als die von ihrem Lotterleben gesundheitlich angegriffene Lene von einer anstehenden Verlobung des Ex-Liebhabers liest, sendet sie, um die Verlobung zu verhindern, seiner Braut in spe all seine Liebesbriefe, die er ihr einst geschickt hatte, zu. Lenes Plan geht auf, die Verlobung findet nicht statt. Tief getroffen vom Rückzieher seiner Braut, kehrt Egon in das Großstadtgetriebe Berlins zurück und versinkt, wie einst Lene, im nächtlichen Amüsierbetrieb der Metropole. Als sich dort Egon und Lene wiedersehen, versöhnen sie sich. Doch Lene spürt die Folgen ihres Lebenswandel immer stärker und will mit ihrer hässlichen Tat, das junge Glück auseinandergebracht zu haben, nicht aus dem Leben scheiden. Sie bringt Egon und seine Ex-Verlobte wieder zusammen. An ihrem Totenbett legt das wiedervereinte Paar weiße Lilien als Zeichen ihrer Ehrerbietung an Lenes Leiche nieder.

## Produktionsnotizen
Weiße Lilien, entstand im Vitascope-Atelier in Berlins Lindenstraße 32–34. Der dreiaktige Film mit einer Länge von 1275 Metern passierte im April 1913 die Filmzensur und wurde am 9. Mai 1913 uraufgeführt.

## Kritik
„Eine Art Kameliendame. Die Hauptdarstellerin, Toni Sylva, hat sich schon in dem Drama “Das Weib ohne Herz” bekannt gemacht. Eine hübsche, elegante Erscheinung, der man die Ballhauskoryphäe glaubt. Auch keine alltägliche Schauspielerin. (…)  Der Film ist vornehm gearbeitet und sehr gut inszeniert.“